# Leslie Shepard
Leslie Allan Shepard (Regno Unito, 21 giugno 1917 – Blackrock, 20 agosto 2004) è stato un archivista, produttore cinematografico e parapsicologo britannico.
Noto anche come Leslie Shepherd, fu un collezionista, curatore d'arte e scrittore di libri spaziano dalla letteratura di strada al paranormale.
Documentò le attività dell'Alfred Wolfsohn Voice Research Centre, progetto nato nel 1935 allo scopo di studiare il potenziale artistico e terapeutico della voce umana, la cui sede con sede era stata trasferita da Berlino a Londra nel'43. Insieme a Paul Newham definì la tecnica vocale estesa sulla base dell'analisi delle voci parlate e cantate di differenti culture e tradizioni orali.
Sheppard curò la registrazione audio e catalogò la documentazione di centinaia di ballate irlandesi e di esempi della letteratura di strada, campo nel quale era considerato un'autorità.
Insieme ad Albert Power, Shepard fondò a Dublino la Bram Stoker Society, che si occupò di raccogliere, catalogare e archiviare scritti biografici riguardanti Bram Stoker, oltre alle opere che ispirarono il nome e il personaggio del conte Dracula. La rivista dell'associazione fu The Bram Stoker Society Journal.

Nel 1982 pubblicò l'Encyclopedia of occultism & parapsychology, a compendium of information on the occult sciences, magic, demonology, superstitions, spiritism, mysticism, metaphysics, psychical science, and parapsychology, with biographical and bibliographical notes and comprehensive indexes. Supplement in due volumi, successivamente riveduta nell'edizione del '96.